# Бордой (Якутия)
Бордой (якут. Бордой) — упразднённое в 2005 году село в Томпонском районе Республики Саха (Якутия) России. Входила в состав Ынгинского наслега.

## География
Село находилось в восточной части Якутии, на острове Бордо (Утиный), образованным протоками реки Алдан, на расстоянии примерно 4 километров (по прямой) к югу от административного центра района — посёлка Хандыга.

## История
Село значительно пострадало от наводнений 1998 и 2001 годов, встал вопрос о закрытии населённого пункта. В мае 2001 года наводнение стерло с земли село Бордой.
Постановлением Правительства Республики Саха (Якутия) от 4 марта 2005 года № 112 Бордой исключён из учётных данных административного деления Якутии.

## Население
| 1989 | 2002 |
| ---- | ---- |
| 213  | ↘0   |

## Инфраструктура
На острове находился производственный участок совхоза «Хандыгский». Животноводство (мясо-молочное скотоводство, мясное табунное коневодство). Был коровник на 200 голов и помещение для молодняка на 150 голов.

## Транспорт
Зимник. Водный транспорт.